# Nammeius
Nammeius war ein Gallier vornehmer Abstammung aus dem Stamm der Helvetier in der Mitte des 1. Jahrhunderts v. Chr.
Er ist nur aus einer Stelle in Gaius Iulius Caesars Darstellung des Gallischen Krieges bekannt. Danach stand Nammeius zusammen mit Verucloetius an der Spitze einer helvetischen Gesandtschaft, die im Frühjahr 58 v. Chr. in Genava (Genf) mit Caesar verhandelte, ob die Helvetier durch die römische Provinz Gallia Narbonensis ziehen dürften, um auszuwandern. Caesar hielt sie hin, um heimlich Maßnahmen gegen den Durchzug der Helvetier zu treffen. Bei einem zweiten Treffen am 13. April 58 v. Chr. lehnte er das Verlangen der Helvetier ab, die sich weiter nördlich einen engen, schmalen Weg suchen mussten. In der Schlacht bei Bibracte wurde die Auswanderung der Helvetier dann endgültig gestoppt.